# José Miguel Medina
José Medina (sinh ngày 19 tháng 5 năm 1991 ở Lagos de Moreno, Jalisco) là một cầu thủ bóng đá người México thi đấu cho Oaxaca của Ascenso MX.